# Pangu Pati
Le Papua and Niugini Union Pati (français : Parti de l'Union de la Papouasie et de la Nouvelle-Guinée), mieux connu sous l'acronyme Pangu Pati, est un parti politique papou-néo-guinéen.
Établi le 13 juin 1967 (par, entre autres, Michael Somare, jeune fonctionnaire autochtone ; le syndicaliste Albert Maori Kiki ; et Barry Holloway, jeune officier colonial australien partisan de l'indépendance,), il fut l'un des premiers partis politiques créé dans ce qui était alors le Territoire de Papouasie-Nouvelle-Guinée, colonie australienne, qui devint un État indépendant en 1975. (Le Parti démocratique uni, conservateur et catholique, fut établi en 1966, mais disparut en 1968, faute de soutiens.) Aux élections législatives de 1968, le Pangu Pati, sous la direction de Michael Somare, obtint dix sièges, émergeant comme le mouvement d'opposition politique à l'administration coloniale. À la suite des élections législatives de 1972, qui conférèrent vingt-six sièges à des candidats membres du Pangu Pati ou affiliés, Somare devint premier ministre d'un gouvernement de coalition, préparant le pays à l'indépendance,,.
Aux élections législatives de 1982, le Pangu Pati obtint 34 % des voix, confirmant son statut de principal parti politique du pays. Au cours des années suivantes, toutefois, le parti subit le départ de plusieurs de ses membres, dont Barry Holloway.
En 1988, Rabbie Namaliu succéda Somare à la tête du parti, et forma un gouvernement de coalition qu'il parvint à maintenir jusqu'en 1992. En 2011, le président du parti est Milo Timini, tandis que le député Andrew Kumbakor, ministre du Logement et de l'Urbanisation dans le gouvernement de coalition de Michael Somare, dirige le groupe parlementaire. À la suite des élections législatives de 2007, le parti a quatre députés. Il n'en a plus qu'un, Ludwig Schulze, à la suite des législatives de 2012. Moribond, le parti est ressuscité sous la direction de Sam Basil à partir de 2014, puis accède au pouvoir lorsque James Marape devient Premier ministre en 2019. Il remporte quarante sièges, soit la majorité relative, aux élections législatives de 2022 ; des députés ayant ensuite rejoint le parti en cours de législature, le parti dispose de cinquante-six sièges en février 2024.
Le parti définit ses priorités comme incluant un accès universel aux services sociaux ; la consultation des communautés locales pour la mise en œuvre de politiques durables ; un meilleur accès à la formation pour promouvoir la participation de tous au développement, ainsi que leur autonomie ; la définition d'un programme d'utilisation des terres coutumières à des fins profitables pour leurs propriétaires ; la prise en compte, dans ce cadre, des besoins des femmes et des problèmes environnementaux, ainsi que la nécessité de promouvoir des conditions de travail équitables. 

## Référénces
1. 1 2 3  Brij V. Lal and Kate Fortune (éds.), The Pacific Islands: an encyclopedia, University of Hawaii Press, 2000,  (ISBN 0-8248-2265-X), p.310
2. ↑  (en) "Cover Story: SOMARE -- A POLITICAL SURVIVOR", Islands Business
3. 1 2 3  (en) Site officiel du Pangu Pati
4. ↑  (en) "End of a Colossus", Jonathan Ritchie, Université Deakin, 29 juin 2011
5. 1 2  (en) "Political Parties in Papua New Guinea", R.J. May, Université nationale australienne
6. 1 2  (en) "Political Party Information", Comité sur l'intégrité des partis politiques et des candidats
7. ↑  Résultats des législatives de 2012, Commission électorale de Papouasie-Nouvelle-Guinée
8. ↑  (en) "PNG Deputy Prime Minister Sam Basil dies in a nasty car accident", Australian Broadcasting Corporation, 12 mai 2022
9. ↑  (en) « Datasets – PNG Elections Database » (consulté le 26 avril 2022).
10. ↑  (en) "List of confirmed members of Pangu Pati", The Post-Courier, 12 février 2024